# Scott Ulaneo
Scott Ulaneo (Roma, 27 giugno 1998) è un cestista italiano.

## Biografia
Ulaneo è nato a Roma da padre italiano e madre britannica.

## Carriera

### Giovanili
Comincia la sua esperienza giovanile nella capitale nelle file della Stella Azzurra con cui conquista, nel 2015, il Campionato Italiano Under-19 d'Eccellenza.

### College
Dal 2016 prosegue il suo cammino di sviluppo trasferendosi negli Stati Uniti disputando prima due stagioni con Seattle University, quindi con Hawaii Pacific University in NCAA2 per poi terminare la carriera universitaria sempre in NCAA2 a 15,5 punti e 7,5 rimbalzi di media con Davenport University.

### Brindisi
Nel luglio 2021 firma il suo primo contratto professionistico con New Basket Brindisi, nello specifico un accordo triennale. Debutta così per la prima volta sia in Serie A che in Basketball Champions League.
A stagione in corso, nel febbraio del 2022, Ulaneo viene ceduto in prestito in Serie A2 all'Eurobasket Roma, con cui chiude la sua annata a 8,2 punti e 6,1 rimbalzi per gara.
Nel settembre 2022 sottoscrive un accordo di due mesi con la Benedetto XIV Cento, altra compagine di Serie A2, la quale era in cerca di un rinforzo per il comparto lunghi visti i problemi fisici di Giacomo Zilli e Dominique Archie. La sua permanenza viene successivamente estesa a tutto il resto della stagione 2022-2023. Nell'arco dell'intero campionato mette a referto 4,2 punti e 3,8 rimbalzi, in una stagione conclusa a livello di squadra con l'eliminazione ai quarti di finale dei play-off.

### Varese
Nell'estate 2023 firma un contratto con la Pallacanestro Varese. Il 29 dicembre 2023, nella partita contro Reggio Emilia, segna il suo career high in Serie A andando in doppia cifra e mettendo a referto 10 punti. 

### Scafati
Il 4 Giugno 2024 firma per la Givova Scafati